# Gargellen

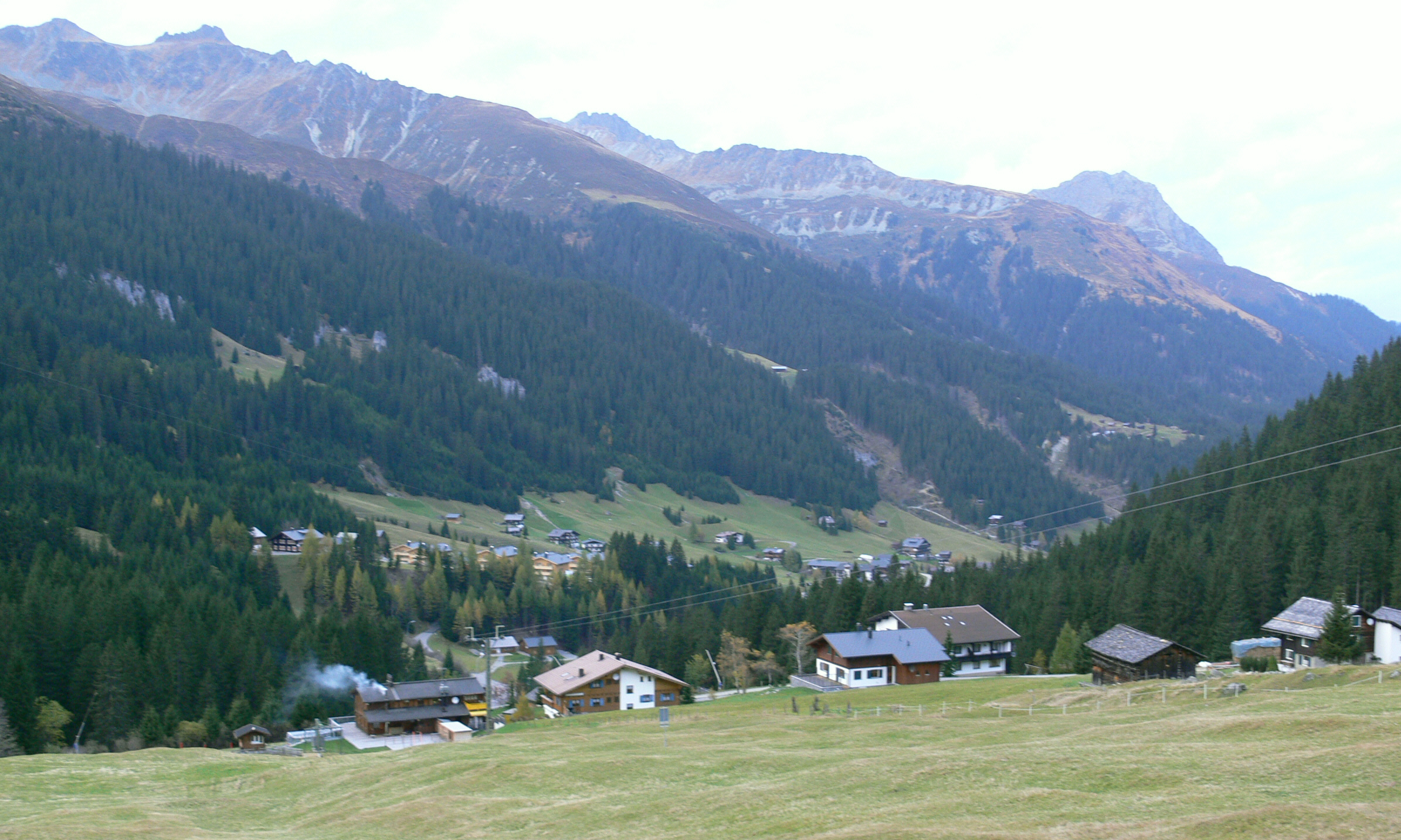
Vue de Gargellen.

Gargellen est un village du Vorarlberg en Autriche qui dépend administrativement de la commune de Sankt Gallenkirch et qui est situé à 1 423 mètres d'altitude. C'est la localité habitée la plus élevée de la vallée du Montafon. Le village de plus d'une centaine d'habitants permanents se trouve au bord d'un torrent, le Suggadinbach, formant la vallée de Gargellen. De l'autre côté de la montagne Madrisa, se trouve la Suisse et le territoire de la commune de Klosters (Grisons). Le nom Gargellen vient du romanche et signifie « tourbillon d’eau ».

## Histoire
La première mention écrite de la localité date de 1411, mais bien auparavant l'endroit se trouvait sur le bord d'une piste de montagne pour les bêtes de somme qui menait au col du Schlappiner Joch (2 202 m).
La paroisse est fondée en 1615, comme paroisse d'alpage avec une école datant de 1844 à proximité, mais le village n'était pas habité l'hiver, les premiers habitants permanents remontent aux années 1880. C'est à la fin du XIXe siècle que le village se développe comme lieu de villégiature avec la construction de l'hôtel Madrisa. Les sports d'hiver commencent entre les deux guerres, mais ils se développent surtout après la guerre avec une forte arrivée de skieurs et d'alpinistes, grâce à la construction de la fin de la route L 192 jusqu'à Gargellen et après 1952, lorsque le premier tronçon du téléphérique du Schafberg est inauguré.

## Tourisme

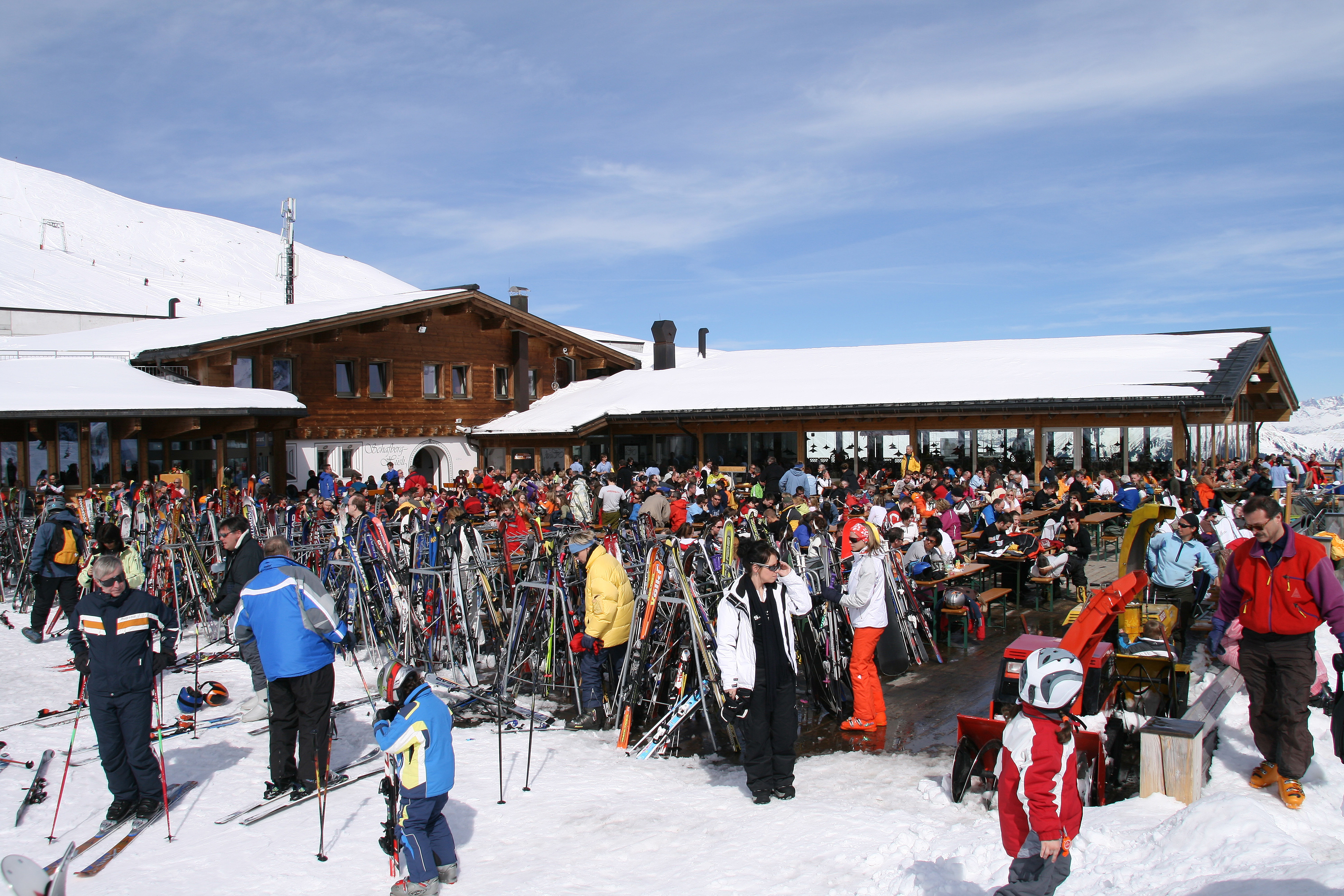
Restaurant d'altitude sur le Schafberg.

Le village est une station climatique et vit essentiellement du tourisme. Au nord-ouest du village se situe la chute d'eau de Rogg avec un site d'escalade.

### Randonnée
De nombreux chemins de randonnée sont tracés dans les environs, permettant d'atteindre les sommets qui surplombent la vallée : le Heimspitze (2 685 m), le Riedkopf (2 252 m). Au-dessus de la station de montagne du Schlafbergbahn, et du Gafierjoch (2 415 m), il est possible d'escalader le côté suisse du Rätschenfluh (2 703 m). Des itinéraires plus difficiles et non balisés mènent au Schlappiner Spitze (2 442 m) sur la Madrisa et au Madrisa Spitze (2 770 m). En direction du sud, il est possible d'aller jusqu'aux hautes vallées de Vergalden et de Valzifenz.

### Sports d’hiver
Gargellen dispose d’un domaine skiable de 8 téléphériques, dont un télécabine mono-câble de 8 places, un télésiège 2, 4 et 6 places, 3 téléskis et  un tire-fesses. A côté des pistes, la station dispose aussi d'un Fun Park.
Dans le domaine skiable se trouvent trois restaurants d'altitude: le Schafberghüsli (2130 m), le Kesselhütte (1733 m), et le Obwaldhütte (1860 m). 
La saison de ski s’étend de décembre à mi-avril, selon les conditions météorologiques.
Gargellen a une école de ski qui propose aux touristes des cours de ski pendant la saison hivernale. Il y a un espace destiné aux enfants de moins de 6 ans. Et les débutants ont leur propre tire-fesses.

## Architecture

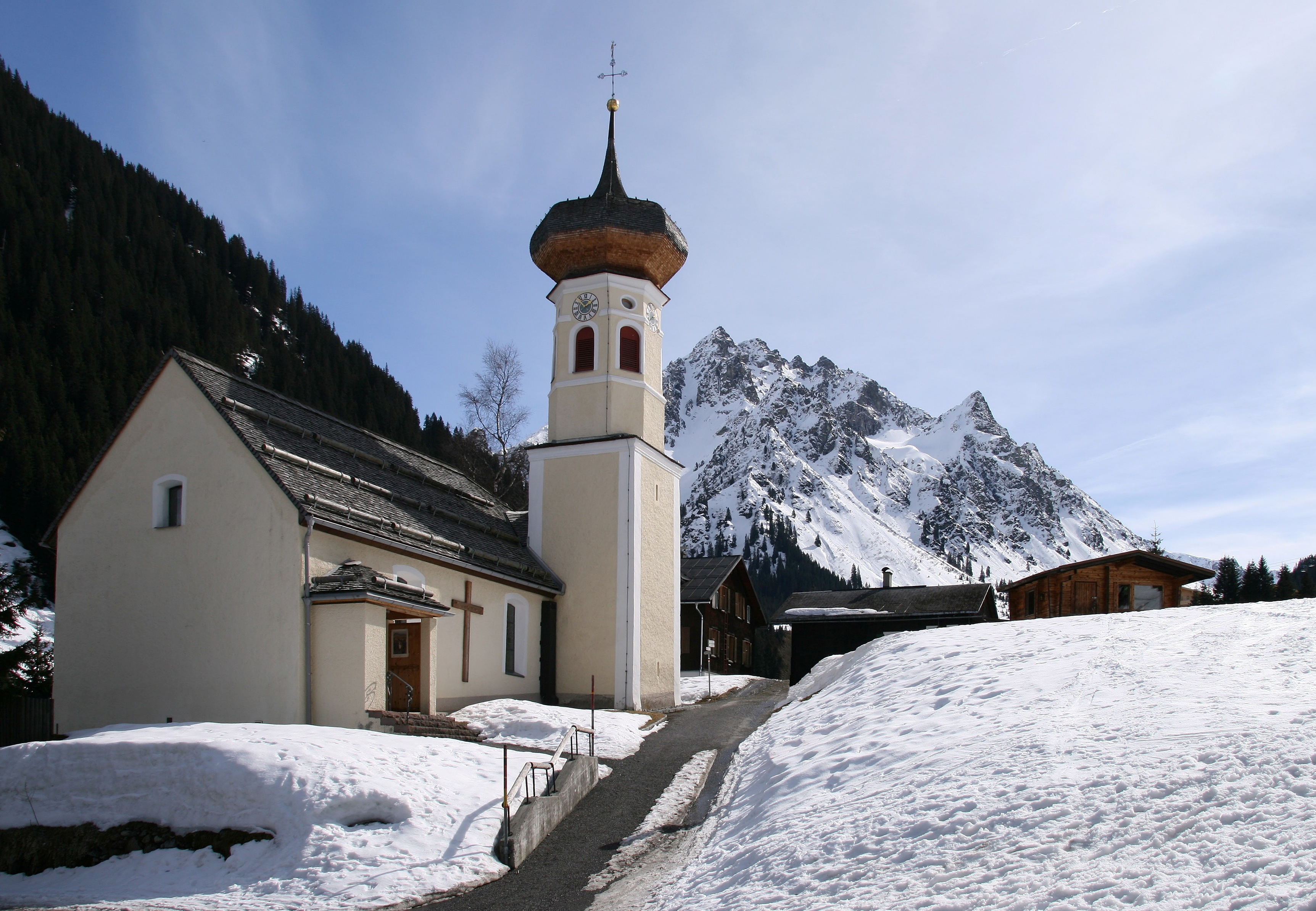
Vue de l'église Sainte-Marie-Madeleine.

L'église Sainte-Marie-Madeleine date de 1644, remplaçant une église construite en 1615. L'autel de saint Sébastien, de style Renaissance, a été sculpté par David Bertle, de Sainkt Gallenkirch, issu d'une famille fameuse de sculpteurs sur bois du Montafon. L'église est agrandie en 1792 et son clocher à bulbe construit en 1793. On remarque aussi à l'intérieur une chaire baroque (1793), deux autels latéraux baroques de la main du sculpteur tyrolien Melchior Lechleitner, et un maître-autel néoroman de Moritz Schlachter de Ratisbonne (1906). Sur le mur du chœur se trouve un cadran solaire avec une fresque de la Vierge à l'Enfant, peinte par Konrad Honold en 1958.
Il existe aussi une chapelle consacrée à saint Fidèle de Sigmaringen, datant de 1912.

## Illustrations

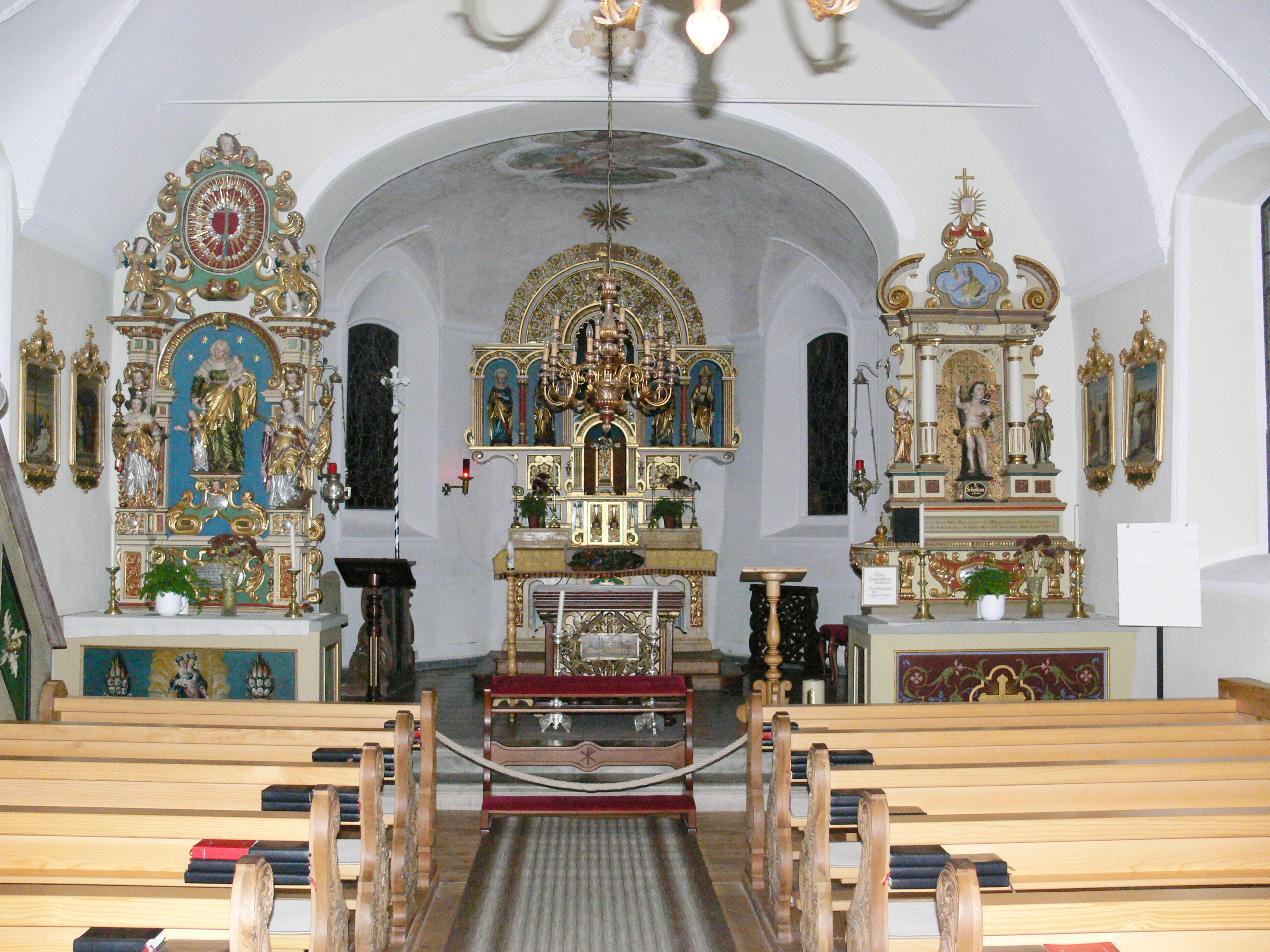
Intérieur de l'église Sainte-Marie-Madeleine.
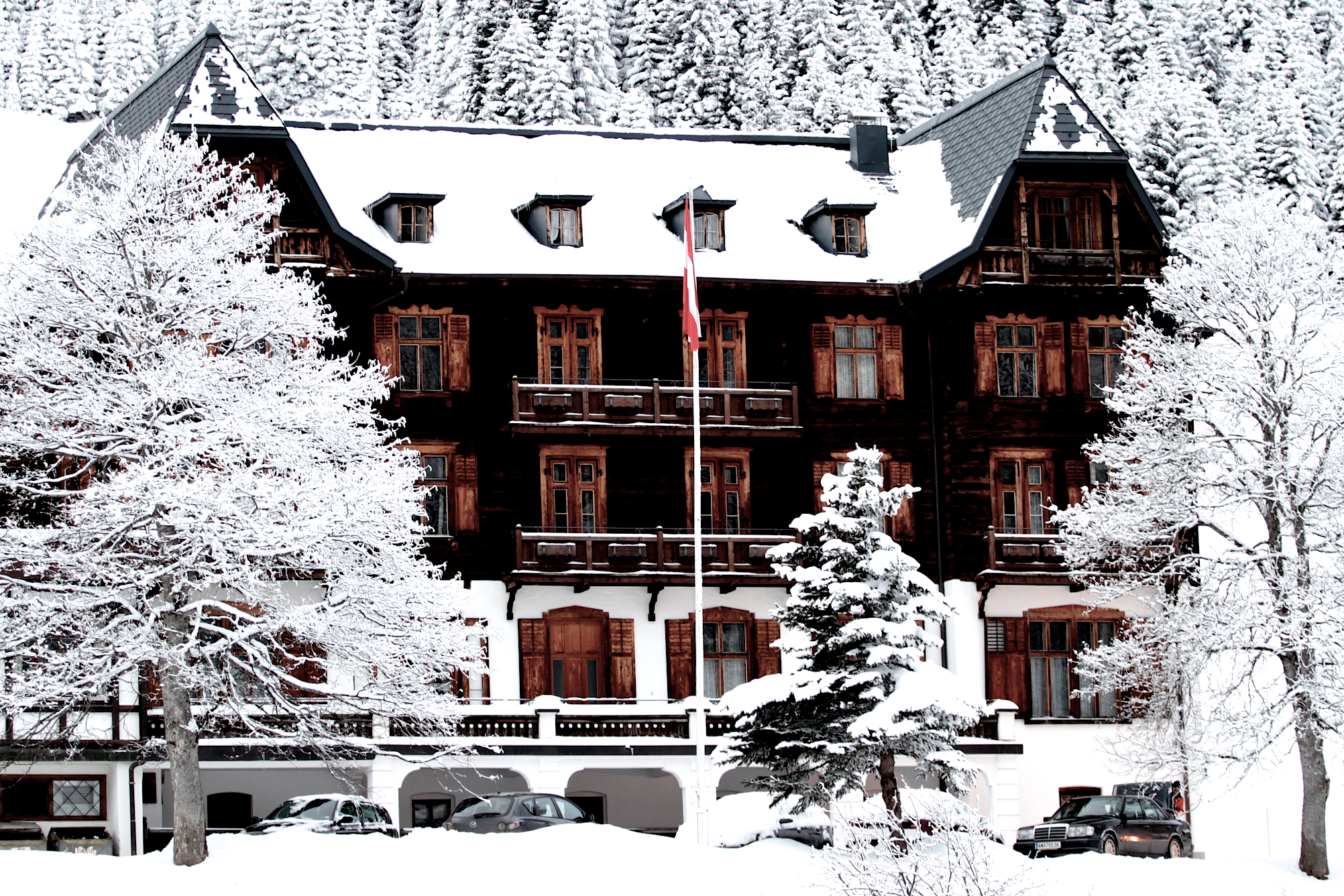
Vue de l'hôtel Madrisa en hiver.
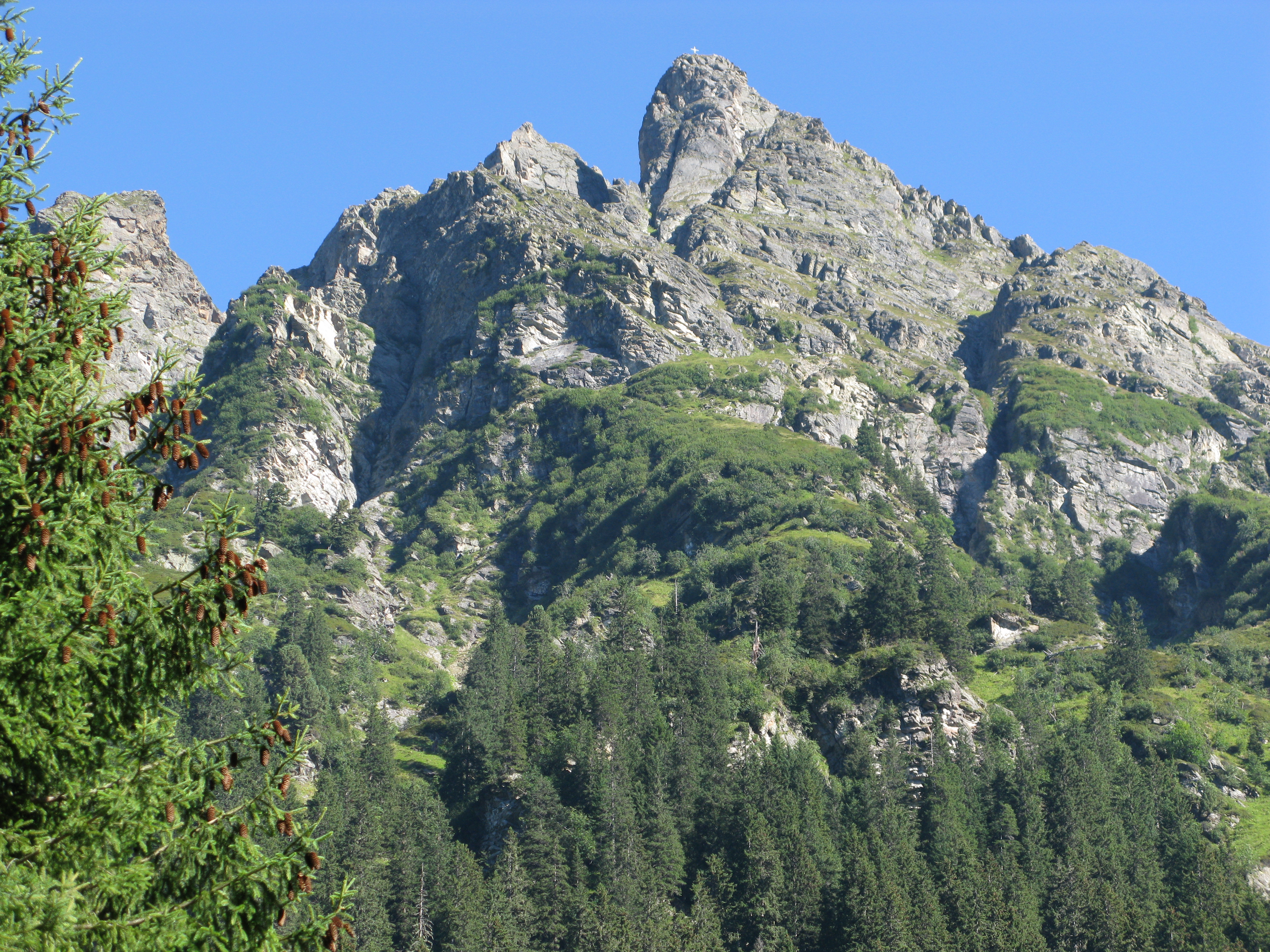
Le sommet du Schmalzberg.
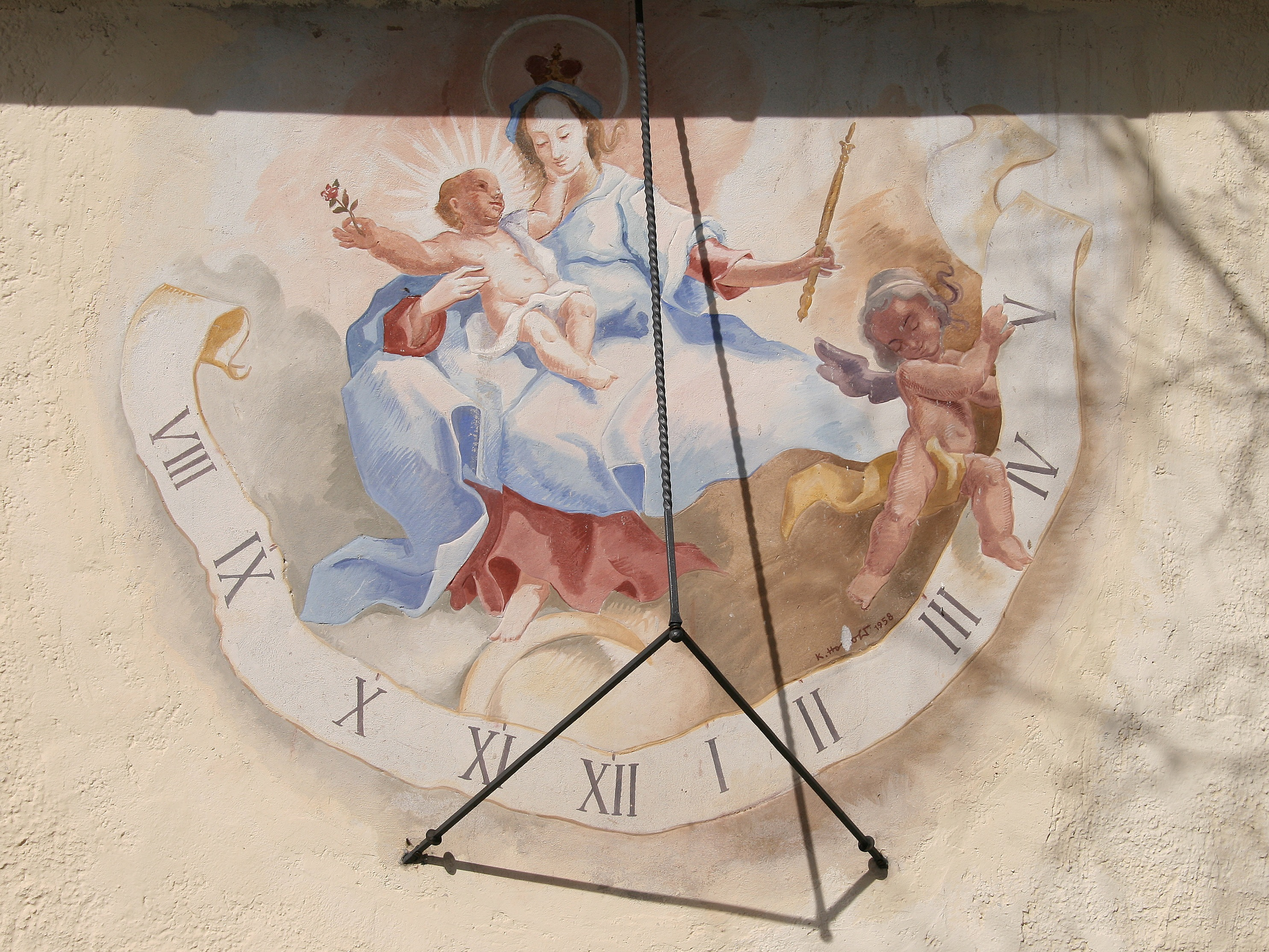
Cadran solaire de Konrad Honold.

## Source
- (de) Cet article est partiellement ou en totalité issu de l’article de Wikipédia en allemand intitulé « Gargellen » (voir la liste des auteurs).